# Khalaf Al Salamah
Khalaf Salamah Al Mutairi (arabe : خلف السلامة) (né le 25 juillet 1979 à Koweït City au Koweït) est un footballeur international koweïtien, qui évolue au poste d'attaquant.

## Biographie

### Carrière en sélection
Avec l'équipe du Koweït, il joue 28 matchs (pour 4 buts inscrits) entre 2000 et 2008. 
Il figure dans le groupe des sélectionnés lors de la coupe d'Asie des nations de 2004. Il participe également aux JO de 2000.
Il joue enfin 10 matchs comptant pour les éliminatoires de la coupe du monde, lors des éditions 2002, 2006 et 2010.

## Palmarès
| Al Jahra - Coupe du Koweït : - Finaliste : 2001-02. |  | Qadsia SC \| - Coupe de l'AFC (1) : - Finaliste : 2010. - Coupe du golfe des clubs champions (1) : - Vainqueur : 2005. - Finaliste : 2007. - Championnat du Koweït de football (3) : - Champion : 2005, 2008-09 et 2009-10. - Vice-champion : 2005-06. - Coupe du Koweït de football (2) : - Vainqueur : 2006-07 et 2009-10. - Finaliste : 2005-06. \| \| - Coupe Crown Prince du Koweït (3) - Vainqueur : 2004-05, 2005-06 et 2008-09. - Finaliste : 2007-08. - Coupe de la Fédération du Koweït (2) - Vainqueur : 2007-08, 2008-09. - Supercoupe du Koweït (1) - Vainqueur : 2008-09. - Finaliste : 2009-10. \| |
| - Coupe de l'AFC (1) : - Finaliste : 2010. - Coupe du golfe des clubs champions (1) : - Vainqueur : 2005. - Finaliste : 2007. - Championnat du Koweït de football (3) : - Champion : 2005, 2008-09 et 2009-10. - Vice-champion : 2005-06. - Coupe du Koweït de football (2) : - Vainqueur : 2006-07 et 2009-10. - Finaliste : 2005-06. |  | - Coupe Crown Prince du Koweït (3) - Vainqueur : 2004-05, 2005-06 et 2008-09. - Finaliste : 2007-08. - Coupe de la Fédération du Koweït (2) - Vainqueur : 2007-08, 2008-09. - Supercoupe du Koweït (1) - Vainqueur : 2008-09. - Finaliste : 2009-10. |